# 南滋賀站

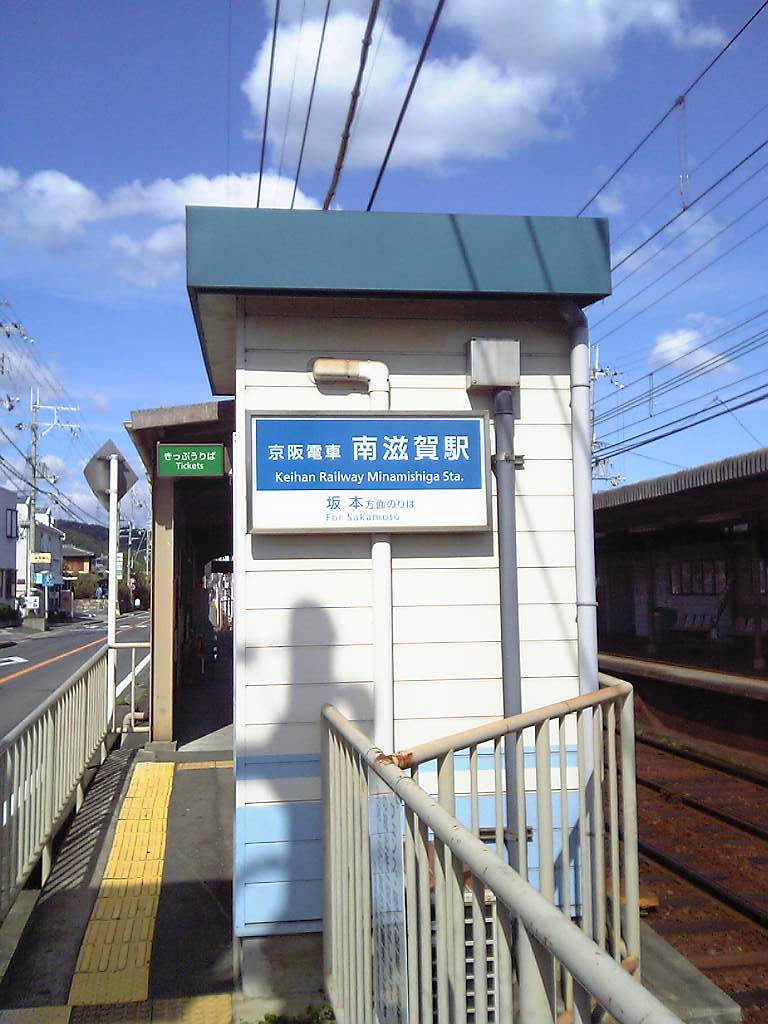
南滋賀站坂本方向月台南邊入口（2009年10月11日）

南滋賀站（日语：／ Minami-shiga eki */?）是位於滋賀縣大津市南志賀三丁目，京阪電氣鐵道的石山坂本線停留場。車站編號為OT17。

## 歷史
- 1927年（昭和2年）5月15日 - 琵琶湖鐵道汽船山上（現時已經廢止）至松之馬場之間開通，此站啟用。
- 1929年（昭和4年）4月11日 - 公司合併後，成為(舊)京阪電氣鐵道石山坂本線的車站[3][4]。
- 1943年（昭和18年）10月1日 - 公司合併後，成為京阪神急行電鐵（現時：阪急電鐵）的車站[3][5]。
- 1949年（昭和24年）12月1日 - 公司分離後，成為(新)京阪電氣鐵道的車站[3][5]。

## 車站構造
車站是一座地面車站，設有2面2線的相對式月台。此站是整日無人車站。此站沒有車站大樓，月台兩端設有出入口。此站沒有站內平交道。此站設有PiTaPa（ICOCA）等IC卡專用閘機。

### 月台
| 月台 | 路線        | 上下行 | 方向                                                                       | 備註                               |
| ---- | ----------- | ------ | -------------------------------------------------------------------------- | ---------------------------------- |
| 西邊 | ▼石山坂本線 | 下行   | 坂本比叡山口方向                                                           |                                    |
| 東邊 | ▼石山坂本線 | 上行   | 京阪大津京、琵琶湖濱大津、石山寺方向 ▲京津線（ 地下鐵東西線 三條京阪）方向 | 京津線需要在琵琶湖濱大津站轉乘列車 |

※月台可容納2卡列車。在旅客資訊上沒有編排月台編號。

## 車站周邊
- 大津市志賀市民中心
- 大津南志賀郵局
- 大津市立志賀小學（日语：大津市立志賀小学校）

## 相鄰車站
京阪電氣鐵道
▼石山坂本線
近江神宮前（OT16）－南滋賀（OT17）－滋賀里（OT18）

## 注腳
1. ↑  大津市統計年鑑
2. ↑  停車站資訊圖 （页面存档备份，存于）（日語） - 京阪電氣鐵道
3. 1 2 3  高橋 2017，第28頁.
4. ↑  寺田 2013，第276頁.
5. 1 2  寺田 2013，第275頁.

## 外部連結
- 南滋賀 - 京阪電氣鐵道